# Oxydia asinella
Oxydia asinella är en fjärilsart som beskrevs av Paul Dognin 1913. Oxydia asinella ingår i släktet Oxydia och familjen mätare. Inga underarter finns listade i Catalogue of Life.